# 속삭이듯 사랑을 노래하다
《속삭이듯 사랑을 노래하다》(일본어: ささやくように恋を唄う 사사야쿠요니 고이오 우타우[*])는 타케시마 에쿠가 지은 일본의 만화 작품이다. 《코믹 유리히메》(이치진샤)에서 2019년 4월호부터 연재 중이다. 약칭은 사사코이(ささ恋).
첫눈에 반한 것을 계기로 엇갈리는 두 명의 관계성을 그린 백합 작품이다.

## 줄거리
고등학교 입학 첫날, 키노 히마리는 신입생 환영회에서 본 선배 아사나기 요리에게 '첫눈에 반한 사랑'을 했다. 히마리는 그 마음을 의지하게 부딪치지만, 그녀는 히마리의 생각을 연심과 착각해 버린다.
히마리의 귀여움에 요리도 한눈에 반했지만, 곧바로 히마리의 생각이 사랑이 아니라는 것을 깨닫는다. 그래도 그녀를 포기할 수 없는 의지는 진심으로 그녀를 반하게 하겠다고 결의했다.

## 등장인물
키노 히마리(木野 ひまり)
성우 - 시마노 하나
본작의 주인공인 고등학교 1학년. 7월 18일생. 신입생 환영회의 밴드 연주에서 본 요리에게 첫눈에 반했다.
보컬에 대한 동경에서 오는 팬으로서의 첫눈에 반했으며, 요리의 첫눈에 반했음도 그렇게 해석하고 있다.
고양이를 기르고 있다.
귀여운 외모와 순진한 언동이 무의식으로 요리를 반하게 하는 요인이 되고 있다.
아사나기 요리(朝凪 依)
성우 - 세토 아사미, 사사쿠라 카나(노래)
본작의 또 다른 주인공인 고등학교 3학년. 11월 26일생. 혈액형은 A형. 히마리에게 한눈에 반해 첫사랑을 맞이했다.
방과후에는 옥상에서 기타를 연주하면서 노래하는 등 혼자 노래하는 것을 선호한다. 수업 중에는 안경을 쓰고 있다.
고양이 굿즈에 눈이 없고, 무리한 부탁이라도 고양이 굿즈에 잡혀 버리는 면이 있다. 두 사람의 첫 데이트에서 히마리에게 고백했지만, 히마리는 갑작스러운 고백에 당황해 버렸다. 요리는 그런 히마리에게 라이브로 반하게 한다고 하고, 아키 일행과 밴드를 짜는 것을 결심했다. 밴드를 계속해가는 사이에, 동료와의 연주에 해 보람을 느끼고, 후에 밴드를 계속해 가게 된다.
미즈구치 미키(水口 未希)
성우 - 코가 아오이
히마리의 초등학교 이후 친구들과 클래스메이트. 긴 머리로 앞머리를 묶고 있으며 입가에 점이 있다. 취주악부 소속.
한눈에 반한 히마리를 위해 요리의 정보를 수집하는 등 간접적으로 2명의 사이를 가지고 있다.
미즈구치 아키(水口 亜季)
성우 - 코마츠 미카코
미키의 언니. 밴드 SSGIRLS의 베이스 담당. 미디엄 헤어로 왼쪽 눈 아래에 점이 있고, 매우 적극적이고 깔끔한 성격.
히마리는 옛날부터 면식이 있지만, 요리에게 비밀로 하고 있다(이유는 재미있으니까).
요리의 가장 친한 친구이면서, 실은 요리에게 연심을 가지고 있다.
츠츠이 마리(筒井 真理)
성우 - 코하라 코노미
아키의 경음부 동료.밴드 SSGIRLS의 드럼 담당. 공주컷으로 몸집이 작다. 항상 여성어로 말한다.
카오리와는 언제나 함께 있어, 그녀를 '타치바나 카오리'라고 풀 네임으로 부른다(기본적으로는 사람을 풀 네임으로 부른다). 또, 이전에는 그녀를 '카오짱'이라고 불렀다.
타치바나 카오리(橘 香織)
성우 - 카쿠마 아이
아키의 경음부 동료.밴드 SSGIRLS의 키보드 담당. 숏컷으로 고신장(170cm 정도). 느린 말투를 쓰는 마이페이스한 성격. 항상 눈을 감고 있고 덧니가 특징적(가끔 눈을 뜰 때가 있지만 위압감이 있는 것 같다).
마리에 흠뻑 빠져 그녀를 '마짱'이라고 부른다.또, 요리를 '요리요리', 아키를 '앗키'라고 부른다.
사토미야 모모카(里宮 百々花)
성우 - 우에다 레이나
요리연구부의 부장. 부드럽고 차분한 성격. 히마리를 '히마짱'이라고 부른다. 시호와 함께 밴드 활동을 하고 있다.
이즈미 시호(泉 志帆)
성우 - 네모토 유나
요리연구부원(유령부원). 전 SSGIRLS의 보컬로, 현재는 다른 그룹 Laureley(로렐라이)에서 보컬을 하고 있다.
아마사와 하지메(天沢 始)
성우 - 안자이 치카
Laureley의 드럼 담당. 플루트 연주자로 드럼은 미경험이었지만, 밴드를 시작하고 나서는 단번에 올랐다.
아마사와 쿄(天沢 キョウ)
성우 - 토야마 나오
시호가 초등학생 때를 만난 소녀로, 하지메의 언니.
시호보다 연상이지만 약한 성격으로, 일상에서는 시호에게 뒤지고 있었다. 그러나 바이올린 연주의 재능은 시호를 훨씬 앞질렀고, 그녀에게 바이올린을 포기하게 했다. 정작 본인은 바이올린보다 일렉트릭 기타에 흥미가 있었다.
시호가 음악을 그만두게 한 것을 후회하고 있으며, 그녀가 음악 활동을 재개한 것을 기뻐하고 있었지만, 교통사고로 사망했다.

## 서지 정보
- 타케시마 에쿠 《속삭이듯 사랑을 노래하다》 이치진샤 〈유리히메 코믹스〉
  1. 2019년 6월 18일 발매[2][6], ISBN 978-4-7580-7950-1
  2. 2020년 1월 17일 발매[7], ISBN 978-4-7580-2074-9
  3. 2020년 7월 17일 발매[8], ISBN 978-4-7580-2135-7
  4. 2021년 1월 18일 발매[9], ISBN 978-4-7580-2201-9
  5. 2021년 9월 17일 발매[10], ISBN 978-4-7580-2294-1
  6. 2022년 4월 18일 발매[11], ISBN 978-4-7580-2397-9
  7. 2023년 1월 18일 발매[12], ISBN 978-4-7580-2491-4
  8. 2023년 7월 18일 발매[13], ISBN 978-4-7580-2578-2
  9. 2024년 3월 18일 발매, ISBN 978-4-7580-2578-2 / ISBN 978-4-7580-2695-6 (특장판)
  10. 2024년 7월 29일 발매, ISBN 978-4-7580-2742-7 / ISBN 978-4-7580-2743-4 (특장판)

## TV 애니메이션
2023년 1월에 텔레비전 애니메이션화가 발표되었다. 2024년 4월부터 TV 아사히 계열 NUMAnimation 시간대 등에서 방송되었다. 제작 지연으로 제8화 후 방영을 2주간 연기했고, 본방송은 10화로 끝났다. 제11화와 제12화는 12월에 2화 연속으로 방송되었다.

### 스태프
- 원작 - 타케시마 에쿠
- 감독 - 마노 아키라
- 시리즈 구성 - 우치다 히로키
- 캐릭터 디자인 - 요시다 미나미
- 서브 캐릭터 디자인·의상 디자인 - 오우지 류노스케
- 프롭 디자인 - 나가키 아유미, 카와쿠보 미사에
- 색채 설계 - 후루이치 유이치
- 미술 설정 - 이라나미 리사
- 미술 보드 - 帳恒碩
- 미술 감독 - 쿠와시마 소시
- 2D 웍스 - 야가사키 히로유키
- CG 감독 - 에다 케이이치
- 촬영 감독 - 키타 타카히로
- 편집 - 진구지 유미
- 음향 감독 - 고 후미유키, 나카타니 노조미
- 음악 - 사사키 히로시, 마에구치 와타루
- 음악 제작 - NBC유니버설 엔터테인먼트 재팬
- 치프 프로듀서 - 타카하시 카즈아키, 야기 마사시, 진구지 타케시, 에나토 켄지, 楠野由卓, 후쿠이 노리오
- 프로듀서 - 시오이리 소타, 엔도 카즈키, 후쿠쿠라 류마, 우메모토 토오루, 마츠이 유코, 후치에 마이코, 니시야마 유키, 니시무라 타카마사
- 애니메이션 프로듀서 - 오오가미 히로마사
- 애니메이션 제작 - 요코하마 애니메이션 랩, 클라우드하츠[주 2]
- 제작 - 속삭이듯 사랑을 노래하다 제작위원회

### 주제가
Follow your arrows
SSGIRLS(노래: 사사쿠라 카나)에 의한 오프닝 테마. / 작사 - 후지바야시 쇼코 / 작곡·편곡 - 쿠로스 카츠히코
ギフティ
키노 히마리(시마노 하나)에 의한 엔딩 테마. / 작사·작곡 - 와타나베 쇼 / 편곡 - 와타나베 타쿠야
Humming Love
SSGIRLS(노래: 사사쿠라 카나)에 의한 제1화, 제6화, 제12화 삽입곡. / 작사 - 후지바야시 쇼코 / 작곡·편곡 - 쿠로스 노부히코
屋上のメロディー
아사나기 요리(노래: 사사쿠라 카나)에 의한 제1화, 제12화 삽입곡. / 작곡 - 사사쿠라 카나 / 편곡 - 스미야 쇼헤이
オレンジに染まった大空
아사나기 요리(노래: 사사쿠라 카나)에 의한 제1화 삽입곡. / 작사 - 사사쿠라 카나 / 작곡 - 쿠로스 노부히코 / 편곡 - 스미야 쇼헤이
Sunny Spot
SSGIRLS 요리(노래: 사사쿠라 카나)에 의한 제6화 삽입곡. / 작사 - 키스케 / 작곡·편곡 - 쿠로스 노부히코
ギフティ ~SSGIRLS Ver.~
SSGIRLS 요리(노래: 사사쿠라 카나)에 의한 제7화 삽입곡. / 작사·작곡 - 와타나베 쇼 / 편곡 - 와타나베 타쿠야
イタラズ
로렐라이(노래: 미즈카미 스이)에 의한 제11화 삽입곡. / 작사·작곡 - 와타나베 쇼 / 편곡 - 와타나베 타쿠야
Time Flies
SSGIRLS(노래: 사사쿠라 카나)에 의한 제12화 삽입곡. / 작사 - 키스케 / 작곡·편곡 - 쿠로스 카츠히코
金糸雀～カナリヤ～ feat.亜季
SSGIRLS(노래: 미즈구치 아키(코마츠 미카코))에 의한 제12화 삽입곡. / 작사 - 무츠미 스미요 / 작곡·편곡 - 사사키 히로시

### 에피소드 목록
| 화수   | 제목                                                     | 각본              | 그림 콘티                   | 연출                        | 작화 감독 | 총작화 감독     | 방송일          |
| ------ | -------------------------------------------------------- | ----------------- | --------------------------- | --------------------------- | --- | --------------- | --------------- |
| 제1화  | 屋上と、ギターと、先輩と。 옥상과, 기타와, 선배와        | 우치다 히로키     | 차이 신야                   | 무토 노부히로 하시모토 유카 | 카와쿠보 미사에 요시다 미나미 한민기 노지 키요시 와카야마 마사시 이즈미자카 츠카사 카노 히카리 카토 세이시로                 | 호시노 시호     | 2024년 4월 14일 |
| 제2화  | 好き、デート、そして… 좋아해, 데이트, 그리고...          | 우치다 히로키     | 아마네 레이카               | 카와베 신야                 | 코이 세레나 카와쿠보 미사에 사카노 히카리 노지 키요시 요시다 미나미 무라카미 류노스케                                        | 호시노 시호     | 4월 21일        |
| 제3화  | 告白と、戸惑いと。 고백과 망설임과                       | 오오토모 나미     | 코사카 하루메               | 카와무라 아야               | 스튜디오 시구레 | 요시다 미나미   | 4월 28일        |
| 제4화  | 進展と、焦りと、静かな決意。 진전과 초조함과 조용한 결의 | 토요타 모모카     | 우미노 나마코               | 이바타 요시히데             | 원창희 김혜정 | 요시다 미나미   | 5월 5일         |
| 제5화  | 帰り道、出会いと、約束。 집에 가는 길, 만남과 약속       | 오오니시 타카히토 | 호소다 나오토               | 카와베 신야                 | 코이 세레나 BANHUI | 호시노 시호     | 5월 12일        |
| 제6화  | ひとめぼれと、約束の日。 한눈에 반한 것과 약속의 날      | 우치다 히로키     | 무라타 카즈야               | 무토 노부히로               | 노지 키요시 한민기 이즈미자카 츠카사 김도영 BANHUI                                                                           | 호시노 시호     | 5월 19일        |
| 제7화  | 過去と、歌と、秘密。 과거와 노래와 비밀                  | 우치다 히로키     | 나카무라 마코토 신도 츠모리 | 신도 츠모리                 | 원창희 임근수 FanDongdong Sunjiwei Wei Xu Long                                                                               | -               | 5월 26일        |
| 제8화  | かつての夢と、友だちと。 한때의 꿈과 친구와              | 토요타 모모카     | -                           | 야구치 마도카               | FanDongDong SunJiwei Wei Xu Long 스튜디오 시구레 해바라기                                                                    | -               | 6월 2일         |
| 제9화  | 計画と、失敗と、波乱と。 계획과 실패와 파란과            | 오오토모 나미     | -                           | 타카세 스미카               | 김윤정 임근수 Sunjiwei Wei Xu Long FanDongDong                                                                               | -               | 6월 23일        |
| 제10화 | あの日の記憶、あの日の想い。 그날의 기억, 그날의 마음    | 오오니시 타카히토 | 시바타 카츠노리             | 우에노 켄야                 | 澤佳 岳 ZEEN HSM | -               | 6월 30일        |
| 제11화 | 対峙と、かけ違い。 대치와 엇갈림                         | 오오니시 타카히토 | 야마오카 미노루             | 마노 아키라                 | 이소경 김윤정 임근수 FanDongdong SunJiwei Wei Xu Long 하시모토 유리                                                          | 카와쿠보 미사에 | 12월 29일       |
| 제12화 | 君にとどけたい唄                                         | 오오니시 타카히토 | 마노 아키라                 | 스즈키 마사히코             | 카와쿠보 미사에 코이 세레나 시키베 미요코 시바타 치사 노지 키요시 이이즈카 요코 사토 카츠라 FanDongdong SunJiwei Wei Xu Long | 호시노 시호     | 12월 29일       |

| TV 아사히 계열 NUMAnimation  | TV 아사히 계열 NUMAnimation | TV 아사히 계열 NUMAnimation |
| 이전 작품                    | 작품명                      | 다음 작품                   |
| ---------------------------- | --------------------------- | --------------------------- |
| 내 마음의 위험한 녀석(제2기) | 속삭이듯 사랑을 노래하다    | 소시민 시리즈(제1기)        |

### 내용주
1. ↑  당초 'ささこい' 표기가 공식이였지만, 후에 고쳐서 'ささ恋'가 쓰이게 되었다.[1]
2. ↑  제11화, 제12화에서는 클라우드하츠가 크레딧에서 제거되었다.

### 참조주
1. ↑  ささやくように恋を唄う【公式】 [sasakoi_info] (2023년 7월 7일). “推奨ハッシュタグ変更のお知らせ…” (트윗). 2023년 11월 10일에 확인함.
2. 1 2  “一目惚れから始まったすれ違う恋模様、竹嶋えく「ささやくように恋を唄う」1巻”. 《コミックナタリー》. ナターシャ. 2019년 6월 18일. 2019년 7월 19일에 확인함.
3. 1 2 3  “「ささやくように恋を唄う」TVアニメ化決定、“ひとめぼれ”から始まるガールズラブ”. 《コミックナタリー》 (ナターシャ). 2023년 1월 13일. 2023년 1월 13일에 확인함.
4. 1 2  “「ささやくように恋を唄う」に上田麗奈・安済知佳・古賀葵、先行上映会を3月開催”. 《コミックナタリー》 (ナターシャ). 2024년 2월 2일. 2024년 2월 2일에 확인함.
5. 1 2 3 4  “「ささやくように恋を唄う」来年1月放送、追加キャストに小松未可子・小原好美ら”. 《コミックナタリー》. ナターシャ. 2023년 3월 17일. 2023년 3월 17일에 확인함.
6. ↑  “ささやくように恋を唄う（1）”. 一迅社. 2019년 7월 19일에 확인함.
7. ↑  “ささやくように恋を唄う（2）”. 一迅社. 2020년 7월 19일에 확인함.
8. ↑  “ささやくように恋を唄う（3）”. 一迅社. 2020년 7월 19일에 확인함.
9. ↑  “ささやくように恋を唄う（4）”. 一迅社. 2021년 1월 18일에 확인함.
10. ↑  “ささやくように恋を唄う（5）”. 一迅社. 2021년 9월 17일에 확인함.
11. ↑  “ささやくように恋を唄う（6）”. 一迅社. 2022년 4월 18일에 확인함.
12. ↑  “ささやくように恋を唄う（7）”. 一迅社. 2023년 1월 18일에 확인함.
13. ↑  “ささやくように恋を唄う（8）”. 一迅社. 2023년 7월 18일에 확인함.
14. 1 2 3  “『ささやくように恋を唄う』放送開始日が2024年4月13日に決定！ OPテーマはSSGIRLS（歌：笹倉かな）の「Follow your arrows」、EDテーマは木野ひまり（CV.嶋野花）の「ギフティ」”. 《アニメイトタイムズ》. アニメイト. 2024년 3월 8일. 2024년 3월 8일에 확인함.
15. ↑  “TVアニメ第11話＆第12話 放送・配信日時のお知らせ”. TVアニメ『ささやくように恋を唄う』公式サイト. 2024년 11월 15일. 2024년 11월 16일에 확인함.